# Lvivi Motorkerékpárgyár

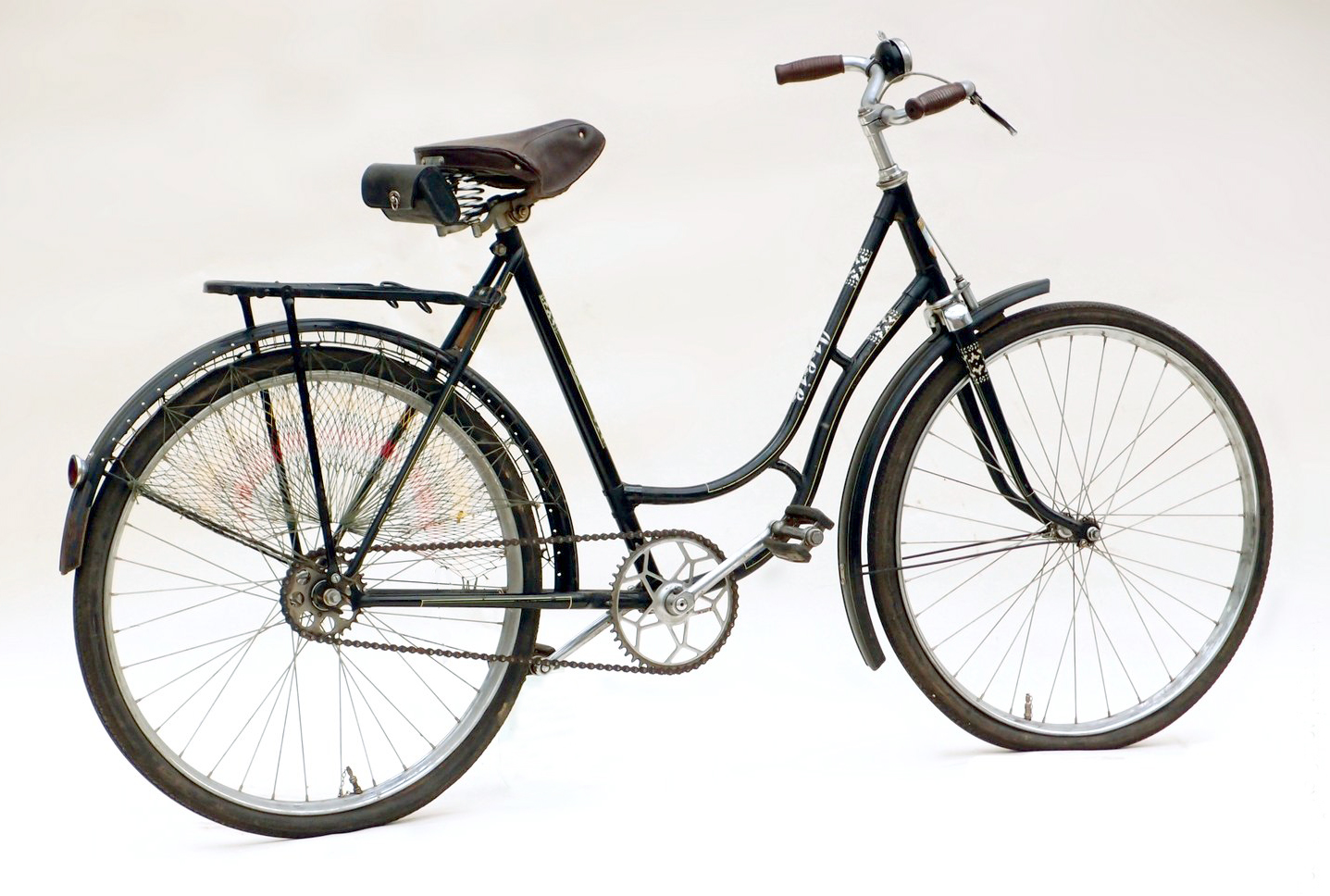
A V–22 női kerékpár

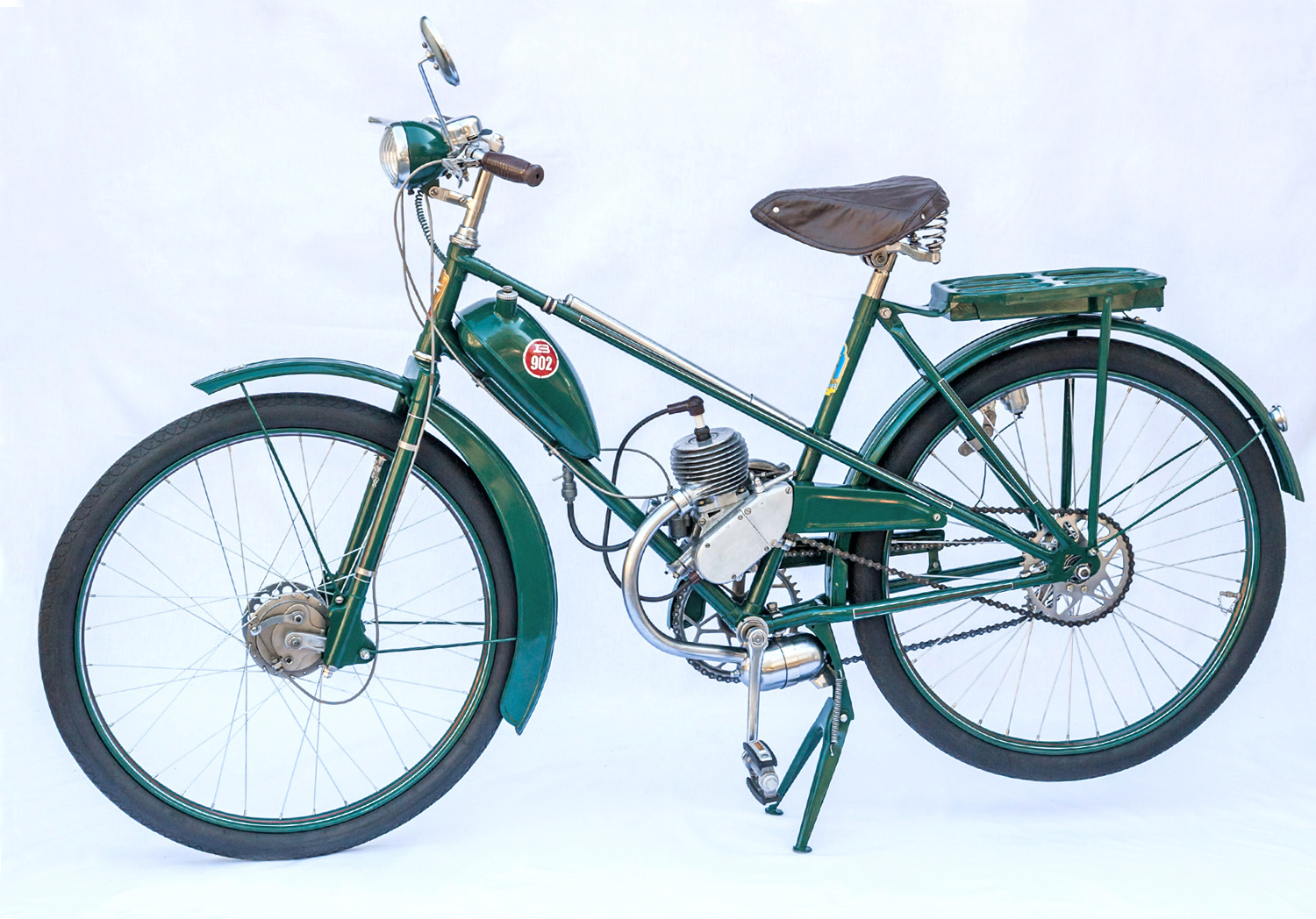
V-902 segédmotoros kerékpár (1958–1962)

A Lvivi Motorkerékpárgyár, röviden LMZ (ciril betűkkel: ЛМЗ, ukránul: Львівський мотозавод, oroszul: Львовский мотозавод) az ukrajnai Lvivben működött gépgyár, amely kerékpárokat és segédmotoros kerékpárokat gyártott. A cég telephelye Lviv nyugati részén, a Zaliznicsnij kerületben (Horodocka utca 174.) volt. A gyár elődjét 1919-ben alapították. A szovjet időszakban a kismotorkerékpár-gyártás egyik fő üzeme volt a rigai Vörös Csillag Motorkerékpárgyár mellett. Főbb márkái a Verhovina és a Karpati voltak. Az 1990-es években a termelés jelentősen visszaesett, a cég 1998-ban megszűnt. A gyár üzemcsarnokaiban különféle kisebb cégek és áruházak, valamint egy sportkomplexum is működik.

## Története
1919-ben alapítottak az akkor Lengyelországhoz tartozó Lwówban egy Metal nevű fémüzemet (Lwowski zakład Metal), amely fűrészberendezéseket, csöveket, patkókat és egyéb kisebb fémtárgyakat készített. Később már közlekedési eszközöket (lovaskocsikat) és mezőgazdasági eszközöket (pl. ekék) is gyártottak, 1939-ben napi 12 pótkocsi készült ott. A mezőgazdasági eszközök gyártása 1951-ig meghatározó volt az üzem tevékenységében. Az 1940-es évek végén azonban az üzemet átalakították kerékpárgyárrá és átnevezték Lvivi Kerékpárgyár (LVZ) névre.
A kerékpárok gyártása a Harkivi Kerékpárgyárból (HVZ) áttelepített, illetve a háborús jóvátételként Németországból elszállított berendezésekkel kezdődött el az LVZ-nél. Első gyártott modelljei a harkovi gyárból származó V–14 férfi, és V–22 női kerékpár voltak. Előbbit 1948–1951, utóbbit 1948–1956 között gyártották Lvivben. Az LMZ-nél nem gyártottak motorokat, a motorkerékpárokba a leningrádi Vörös Október (Krasznij Oktyabr) gyárban, a kovrovi Gyegtyarjov gyárban, valamint a litvániai Vairas Šiauliai-i Kerékpár- és Motorgyárban előállított motorokat építették.

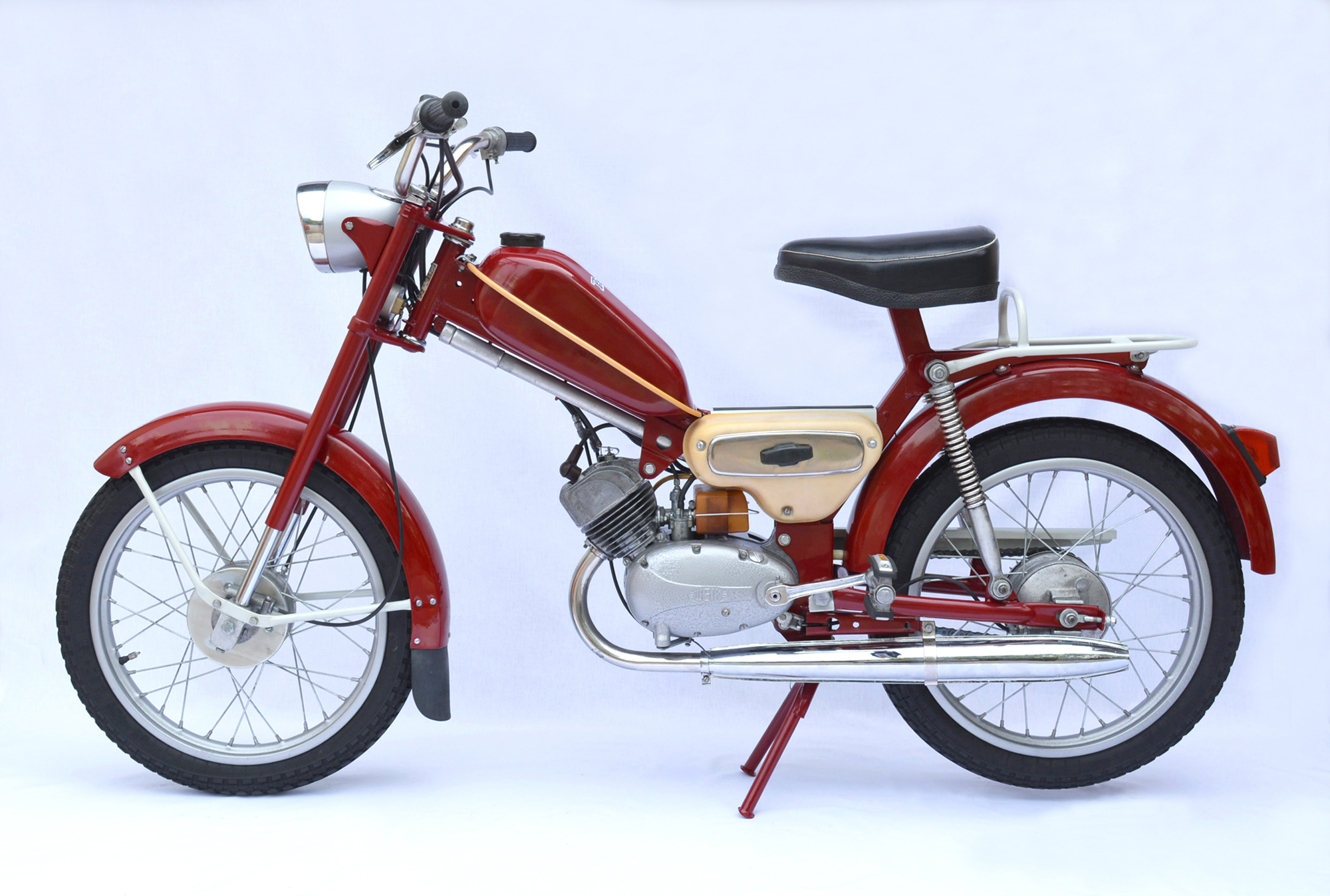
Verhovina–3 moped, 1972

## Gyártmányai
- V–902 – segédmotoros kerékpár (1958–1962)
- MV–042 Lvivjanka – segédmotoros kerékpár (1962–1965)
- MV–042M Lvivjanka – segédmotoros kerékpár (1956–1966)
- MV–044 – segédmotoros kerékpár (1966–1967)
- MP–043 – moped (1967–1968)
- MP–045 – moped (1968–1969)
- MP–046 – moped (1968–1970)
- MP–047 Tisza – moped (1969–1970)
- MP–048 Verhovina–3 – moped (1970–1973)
- LMZ–2.152 Verhovina–4 – moped (1972–1974)
- LMZ–2.153 Verhovina–5 – moped (1974–1977)
- LMZ–2.158 Verhovina–6 – kismotorkerékpár (1977–1981)
- LMZ–2.159 Verhovina–7 – kismotorkerékpár (1981–1982)
- LMZ–2.160 Karpati – kismotorkerékpár (1982–1986)
- LMZ–2.161 Karpati–2 – kismotorkerékpár (1986–1992)